# Ophiura cryptolepis
Ophiura cryptolepis är en ormstjärneart som beskrevs av Hubert Lyman Clark 1911. Ophiura cryptolepis ingår i släktet Ophiura och familjen fransormstjärnor. Utöver nominatformen finns också underarten O. c. claripeltata.